# 1893 en Lorraine
Chronologie de la Lorraine
- 1889
- 1890
- 1891
- 1892
- 1893
- 1894
- 1895
- 1896
- 1897

Cette page est une liste d'événements qui se sont produits durant l'année 1893 en Lorraine.

## Événements

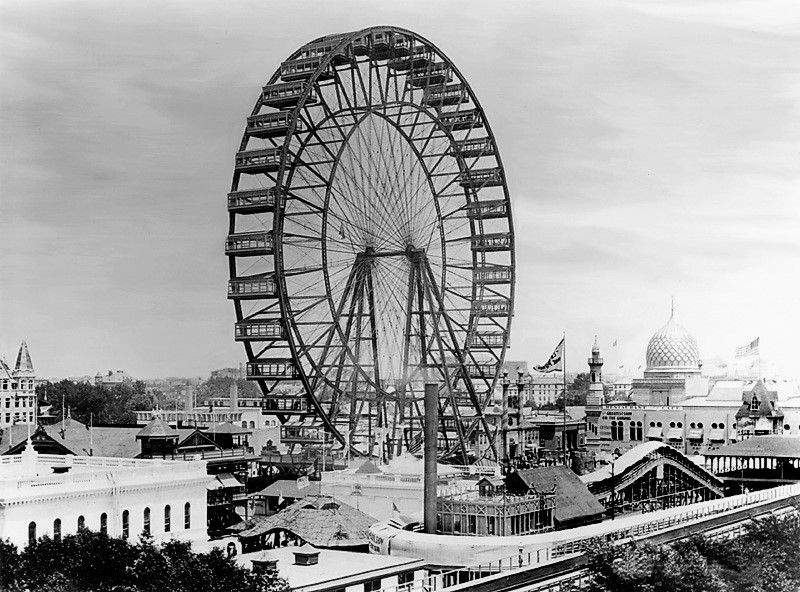
La première grande roue fabriquée à l'occasion de l'Exposition universelle de 1893.

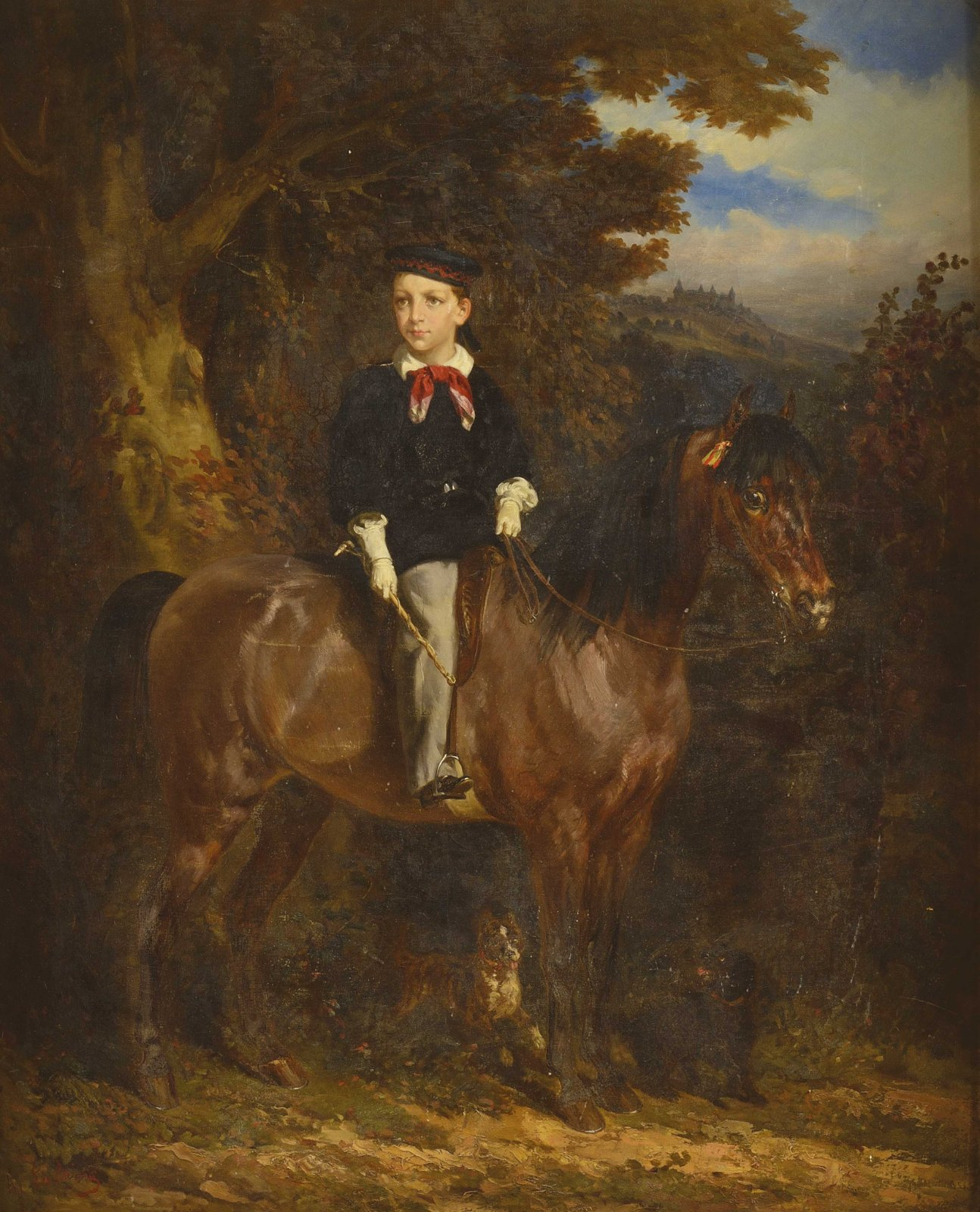
Portrait équestre de Thierry d’Alsace de Hénin-Liétard (1853-1934).

- Émile Gallé participe à l'Exposition universelle de 1893 de Chicago.
- Création de la Pédale nancéienne club cycliste[1].
- Sont élus députés de Meurthe-et-Moselle : Jules Brice qui siège jusqu'à 1905, inscrit au groupe républicain nationaliste; Gustave Chapuis :  siégeant au groupe des Républicains radicaux jusqu'en 1911, il est questeur de la Chambre en 1903, il s'intéresse particulièrement aux questions militaires; Alfred Mézières : siège jusqu'en 1898 avec la gauche opportuniste, il s'intéresse surtout aux questions littéraires, industrielles et militaires; Édouard Henrion:  siège jusqu'en 1898 sur les bancs républicains; Albert Papelier et Camille Viox.
- Sont élus députés de la Meuse : Jules Develle; Raymond Poincaré; Jean Buvignier élu sénateur en 1894, remplacé par Louis Prud'homme-Havette et Gabriel Royer.
- Sont élus députés des Vosges : Paul Marcillat, siégeant avec les républicains modérés; Jules Méline; Paul Frogier de Ponlevoy élu sénateur en 1894, remplacé par Thierry Comte d'Alsace;  Camille Krantz;  Henry Boucher; Xavier Mougin et Charles Ferry.
- Grèves dans les mines de charbon[2].
- Mise en service par la Compagnie des chemins de fer de l'Est d'un train reliant directement Paris et les stations thermales des Vosges[2].

## Inscriptions ou classements aux titre des monuments historiques
- En Meuse : Château de Vaucouleurs[3]

## Naissances

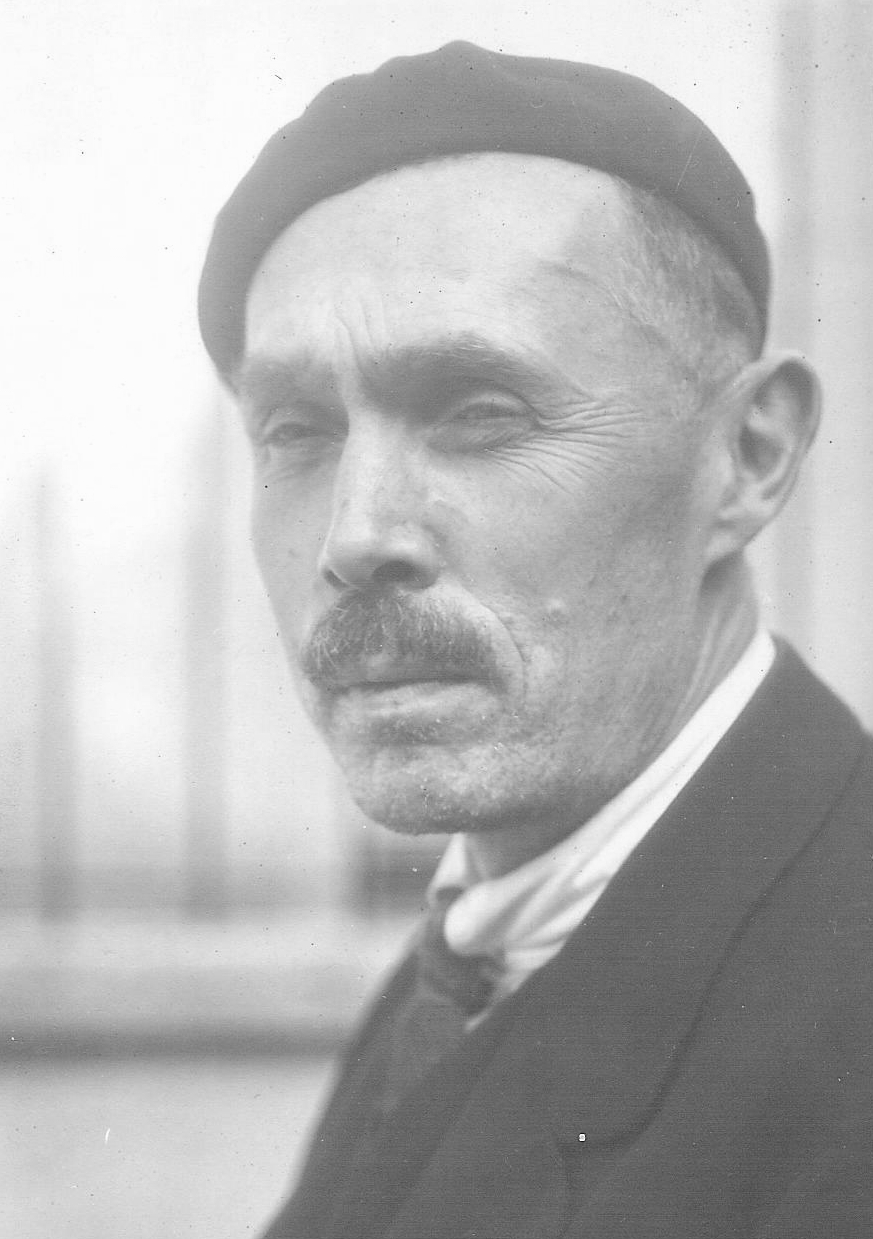
André Kauffer

- à Nancy : Georges Houard, mort le 12 octobre 1964 à Paris, journaliste aéronautique français.
- 8 janvier à Nancy : Georges Renaud, mort le 28 juillet 1975 à Peille), maître d'échecs français, théoricien et organisateur de tournois. Il gagne le premier championnat de France d'échecs à Paris en 1923 et représente la France à la première Olympiade non officielle d'échecs, également à Paris en 1924[4] et à la première Olympiade d'échecs à Londres en 1927[5].
- 19 janvier à Metz : le baron Hans-Lothar von Gemmingen-Hornberg, fils du dernier Bezirkpräsident de Lorraine, Karl von Gemmingen-Hornberg, décédé en 1975, industriel allemand du XXe siècle.
- 25 janvier à Champigneulles : Marcel Prenant, mort le 15 juillet 1983 à Paris[6], zoologiste et parasitologiste français.
- 28 février à Hayange : Pierre Gastiger, mort le 8 mars 1943 à Rennes[7], joueur de football français. Durant sa carrière, il évolue au poste de milieu de terrain.
- 24 mars à Metz : Eduard Krüger (décédé en 1963), cavalier allemand. Il participa aux Jeux olympiques d'été de 1928.
- 25 mai à Metz-Plantière : Wilhelm Reue[8] (décédé en 1962), peintre allemand. Il fut également sculpteur et architecte[9].
- 16 juin à Nancy : Marcel Picot, mort le 11 octobre 1967 à Nancy, entrepreneur français, qui a été président du SUL (stade universitaire lorrain) passionné de rugby, qui a consacré sa fortune à faire construire à Tomblaine un stade ou évoluait l'équipe de rugby (créée en 1904 sous l'appellation Stade Lorrain), et est à l'origine du stade de football de la ville, qui porte aujourd'hui son nom.
- 24 juin à Sarrebourg : Hans Siburg (décédé en 1976), général allemand de la Seconde Guerre mondiale.
- 11 juillet à Metz : Arnold Schmitz (décédé le 1er novembre 1980 à Mayence) est un musicologue allemand[10]. Chercheur enseignant, il a publié de nombreux travaux sur l'Histoire de la musique et plus particulièrement sur Bach et Beethoven[11].
- 23 juillet à Remiremont : Gaston Georges Pouilley, champion de natation français, mort le 12 janvier 1958 à Paris[12].
- 26 juillet à Nancy : Charles Baudouin, mort à Saconnex-d'Arve, Genève le 25 août 1963, psychanalyste et écrivain français. Il articule ses propres théorisations avec les apports de Sigmund Freud, de Carl Gustav Jung et de Alfred Adler.
- 18 août à Sarrebourg : Erwin Menny (décédé le 6 décembre 1949 à Fribourg-en-Brisgau), Generalleutnant allemand de la Seconde Guerre mondiale. Il a reçu la Croix de chevalier de la Croix de fer, le 26 décembre 1941, et a combattu en Afrique, dans l'Afrika Korps, puis en Normandie en 1944.
- 14 septembre à Dommartin-aux-Bois : Auguste Farinez, mort le 8 mars 1981 à Épinal[13], homme politique français.
- 30 septembre à Nancy : André Kauffer, artiste lorrain, mort à Nancy le 6 mai 1977.
- 2 novembre à Nancy : Georges Houard, mort le 12 octobre 1964 à Paris 11e[14], journaliste aéronautique français.
- 9 décembre à Nancy : Paul Benoit, mort le 10 avril 1979 à Clervaux (Luxembourg), moine bénédictin, un organiste et un compositeur luxembourgeois.
- 23 décembre à Épinal : Jean Dalsace, mort le 22 octobre 1970 à Paris 7e, médecin gynécologue et militant pour la planification familiale.

## Décès
- Jules Ferry[15].